# Can Sans de Fellines
Can Sans de Fellines és una masia de Viladasens (Gironès) protegida com a bé cultural d'interès local.

## Descripció
És una masia de planta rectangular, amb planta i pis, més un pis afegit amb posterioritat. La teulada és a dues vessants coberta de teula i el ràfec està decorat amb dibuixos geomètrics. Les finestres són rectangulars i allindades. A la façana principal hi ha una gran portalada d'arc de mig punt dovellada i datada. La torre, ubicada en un lateral, és la part més antiga de l'edifici. Les construccions annexes són molt posteriors.
A la llinda de la porta principal consta la data més antiga: 1587, encara que la casa és més antiga. A les topografies apareix amb noms equivocats (com Can Fava) però la propietat de Can Sans pertany a la família des de la seva fundació.